# 草酸铥
草酸铥是铥的草酸盐，化学式为Tm2(C2O4)3，其水合物可由氯化铥的水溶液和草酸二甲酯的苯溶液反应制得。它的五水合物受热分解得到二水合物，继续加热得到氧化铥。它和盐酸反应得到H[Tm(C2O4)2]·6H2O。